# Dušan Lajović
Dušan Lajović (srbsky Душан Лајовић, Dušan Lajović; narozený 30. června 1990 Bělehrad) je srbský profesionální tenista. Ve své dosavadní kariéře na okruhu ATP Tour vyhrál dva singlové a dva deblové turnaje. Na challengerech ATP a okruhu ITF získal dvanáct titulů ve dvouhře a čtyři ve čtyřhře. Na grandslamu hrál osmifinále French Open 2014 a Australian Open 2021.
Na žebříčku ATP byl ve dvouhře nejvýše klasifikován v dubnu 2019 na 23. místě a ve čtyřhře pak v září 2020 na 82. místě. Trénuje ho José Perlas. Dříve tuto roli plnil Jan Velthuis.
V srbském daviscupovém týmu debutoval v roce 2012 utkáním 1. kola Světové skupiny v Niši proti Švédsku, v němž za rozhodnutého stavu ve prospěch Srbů vyhrál poslední singl proti Filipu Prpicovi. Ve finále Davis Cupu 2013 poprvé plnil roli týmové dvojky, ale oba singly proti Berdychovi i Štěpánkovi prohrál. Titul tak připadl České republice v poměru 3:2 na zápasy. Do února 2024 v soutěži nastoupil k osmnácti mezistátním utkáním s bilancí 13–10 ve dvouhře a 0–1 ve čtyřhře.

## Tenisová kariéra
S tenisem začal v sedmi letech. V minulosti také trénoval v Barceloně při Katalánské tenisové federaci. Na juniorském kombinovaném žebříčku ITF byl nejvýše postaven v lednu 2008 na 132. místě.

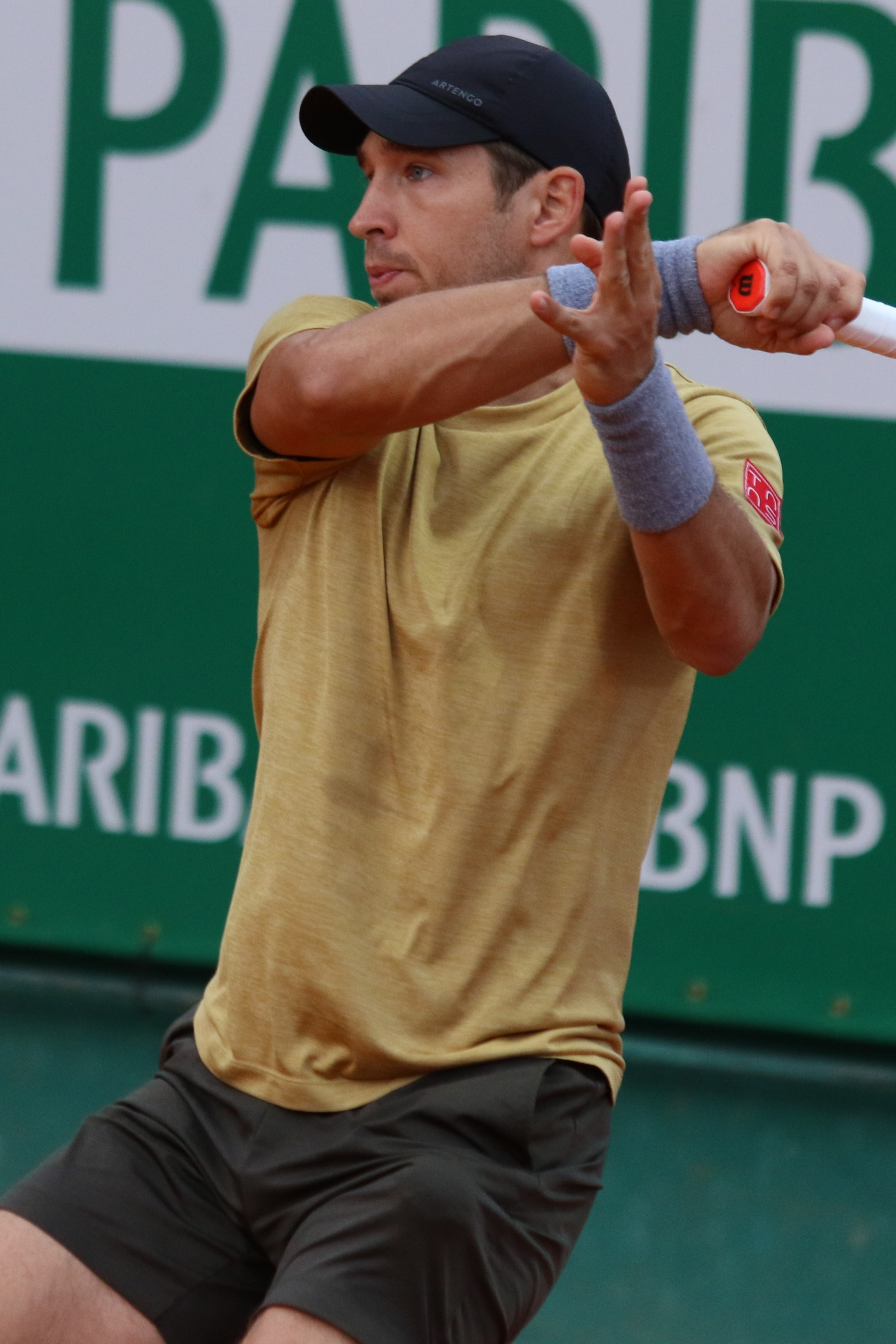
Forhend na Monte-Carlo Masters 2022

K sezóně 2014 se pohyboval především na nižších tenisových okruzích – challengerech ATP a okruhu ITF, na němž si první titul připsal v srpnu 2009. Ve finále v srbském Somboru tehdy porazil krajana Aleksandara Sloviće. Premiérový triumf na challengeru přišel o čtyři roky později, když v srpnu 2012 dokázal vyhrát uzbecký turnaj v Samarkandu. V boji o titul přehrál Uzbeka Farrukha Dustova. Druhý pak přidal v červnu 2013 v italské Caltanissettě, kde ve finálovém duelu zdolal nizozemského hráče Robina Haaseho. Třetí trofej si odvezl v listopadu 2013 ze Soulu, když do boje o titul nenastoupil Němec Julian Reister.
V rámci ATP World Tour se v sezóně 2011 z kvalifikace probojoval do hlavní soutěže moskevského Kremlin Cupu, kde v úvodním kole po třísetovém průběhu nestačil na americkou turnajovou pětku Alexe Bogomolova. Čtvrtfinále si jako kvalifikant zahrál na St. Petersburg Open. Po výhrách nad Francouzem Jérémym Chardym a Izraelcem Dudi Selou skončil opět na raketě Bogomolova, když dokázal získat pouze tři gamy. V roce 2012 navázal spolupráci s trenérem Borisem Bošnjakovićem a odehrál první utkání v Davisově poháru. V sezóně 2013 si hlavní soutěže turnajů ATP zahrál na chilském VTR Open, argentinském Copa Claro, acapulském Abierto Mexicano Telcel a ATP Vegeta Croatia Open Umag. Ve všech případech nepřešel první kolo.
První singlovou trofej na túře ATP vybojoval během červencového Croatia Open Umag 2019, hraného na antuce, kde ve finále zdolal 30letého maďarského kvalifikanta Attilu Balázse po zvládnutých závěrečných fázích obou setů.

## Finále na okruhu ATP Tour
| Legenda                       |
| ----------------------------- |
| D – dvouhra; Č – čtyřhra      |
| Grand Slam (0)                |
| Turnaj mistrů (0)             |
| ATP Tour Masters 1000 (0–1 D) |
| ATP Tour 500 (0)              |
| ATP Tour 250 (2–0 D; 1–1 Č)   |

### Dvouhra: 3 (2–1)
| Stav      | č. | datum             | turnaj                          | povrch | soupeř ve finále | výsledek      |
| --------- | -- | ----------------- | ------------------------------- | ------ | ---------------- | ------------- |
| Finalista | 1. | 21. dubna 2019    | Monte-Carlo, Monako             | antuka | Fabio Fognini    | 3–6, 4–6      |
| Vítěz     | 1. | 21. července 2019 | Umag, Chorvatsko                | antuka | Attila Balázs    | 7–5, 7–5      |
| Vítěz     | 3. | 23. dubna 2023    | Banja Luka, Bosna a Hercegovina | antuka | Andrej Rubljov   | 6–3, 4–6, 6–4 |

### Čtyřhra: (1–1)
| Stav      | č. | datum             | turnaj            | povrch | spoluhráč     | soupeři ve finále              | výsledek               |
| --------- | -- | ----------------- | ----------------- | ------ | ------------- | ------------------------------ | ---------------------- |
| Finalista | 1. | 27. července 2014 | Umag, Chorvatsko  | antuka | Franko Škugor | František Čermák Lukáš Rosol   | 4–6, 6–7(5–7)          |
| Vítěz     | 1. | 3. května 2015    | Istanbul, Turecko | antuka | Radu Albot    | Robert Lindstedt Jürgen Melzer | 6–4, 7–6(7–2)          |
| Vítěz     | 2. | 29. září 2019     | Čcheng-tu, Čína   | tvrdý  | Nikola Ćaćić  | Jonatan Erlich Fabrice Martin  | 7–6(11–9), 3–6, [10–3] |

## Finále na challengerech ATP a okruhu Futures
| Legenda                    |
| -------------------------- |
| Challengery (7–2 D; 0–1 Č) |
| Futures (5–3 D; 4–1 Č)     |

### Dvouhra: 19 (12–5)
| Stav      | č.  | datum             | turnaj                          | povrch | soupeř ve finále      | výsledek                |
| --------- | --- | ----------------- | ------------------------------- | ------ | --------------------- | ----------------------- |
| Vítěz     | 1.  | 10. srpna 2009    | Sombor, Srbsko                  | antuka | Aleksandar Slović     | 6–3, 6–4                |
| Finalista | 1.  | 14. června 2010   | Bělehrad, Srbsko                | antuka | Oleksandr Nedověsov   | 4–6, 2–6                |
| Vítěz     | 2.  | 2. srpna 2010     | Novi Sad, Srbsko                | antuka | Aldin Šetkić          | 6–0, 4–6, 6–3           |
| Finalista | 2.  | 22. srpna 2010    | Este, Itálie                    | antuka | Matteo Viola          | 5–7, 1–6                |
| Finalista | 3.  | 31. října 2010    | Káhira, Egypt                   | antuka | Miljan Zekić          | 1–6, 6–3, 4–6           |
| Vítěz     | 3.  | 19. března 2011   | Cividino, Itálie                | tvrdý  | Andrea Stoppini       | 3–6, 6–4, 6–3           |
| Vítěz     | 4.  | 25. března 2011   | Foggia, Itálie                  | antuka | Walter Trusendi       | 6–2, 6–7(7–9), 6–2      |
| Vítěz     | 5.  | 2. října 2011     | Umag, Chorvatsko                | antuka | Andrej Kuzněcov       | 6–4, 0–6, 7–5           |
| Finalista | 4.  | 29. července 2012 | Orbetello, Itálie               | antuka | Roberto Bautista Agut | 3–6, 1–6                |
| Vítěz     | 6.  | 11. srpna 2012    | Samarkand, Uzbekistán           | antuka | Farrukh Dustov        | 6–3, 6–2                |
| Vítěz     | 7.  | 9. června 2013    | Caltanissetta, Itálie           | antuka | Robin Haase           | 7–6(7–4), 6–3           |
| Finalista | 5.  | 16. června 2013   | Blois, Francie                  | antuka | Julian Reister        | 1–6, 7–6(7–3), 6–7(2–7) |
| Vítěz     | 8.  | 3. listopadu 2013 | Soul, Jižní Korea               | tvrdý  | Julian Reister        | bez boje                |
| Vítěz     | 9.  | 20. září 2015     | Banja Luka, Bosna a Hercegovina | tvrdý  | Victor Hănescu        | 7–6(7–5), 7–6(7–5)      |
| Vítěz     | 10. | 15. července 2017 | Båstad, Švédsko                 | antuka | Leonardo Mayer        | 6–2, 7–6(7–4)           |
| Vítěz     | 11. | 1. dubna 2018     | Le Gosier, Francie              | tvrdý  | Denis Kudla           | 6–4, 6–0                |
| Vítěz     | 12. | prosinec 2022     | Maspalomas, Španělsko           | antuka | Steven Diez           | 6–1, 6–4                |

### Čtyřhra: 6 (4–2)
| Stav      | č. | datum           | turnaj                        | povrch | spoluhráč      | soupeři ve finále                     | výsledek              |
| --------- | -- | --------------- | ----------------------------- | ------ | -------------- | ------------------------------------- | --------------------- |
| Vítěz     | 1. | 29. června 2008 | Bělehrad, Srbsko              | antuka | Nikola Čačić   | David Savić Miljan Zekić              | 7–6(8–6), 3–6, [10–8] |
| Finalista | 1. | 25. října 2009  | Káhira, Egypt                 | antuka | Nikola Ćirić   | Oscar Burrieza Lopez Javier Marti     | 4–6, 6–1, [9–11]      |
| Vítěz     | 2. | 16. května 2010 | Sarajevo, Bosna a Hercegovina | antuka | Miljan Zekić   | Mirza Bašić Zlatan Kadrić             | 6–3, 6–4              |
| Vítěz     | 3. | 15. srpna 2010  | Novi Sad, Srbsko              | antuka | Ilija Vučić    | Javier Herrera-Eguiluz Brendan Moore  | 7–5, 5–7, [10–8]      |
| Vítěz     | 4. | 24. října 2010  | Káhira, Egypt                 | antuka | Miljan Zekić   | Alexandr Lobkov Alexandr Rumjancev    | 7–6(7–5), 7–6(10–8)   |
| Finalista | 2. | 27. září 2015   | Sibiu, Rumunsko               | antuka | Ilija Bozoljac | Victor Crivoi Petru-Alexandru Luncanu | 4–6, 3–6              |

## Finále soutěží družstev: 2 (1–1)
| Stav      | č. | soutěž                                            | povrch    | spoluhráči                                                  | soupeři ve finále                                                                           | výsledek      |
| --------- | -- | ------------------------------------------------- | --------- | ----------------------------------------------------------- | ------------------------------------------------------------------------------------------- | ------------- |
| Finalista | 1. | 15.–17. listopadu 2013 Davis Cup Bělehrad, Srbsko | tvrdý (h) | Novak Djoković Nenad Zimonjić Ilija Bozoljac                | Tomáš Berdych Radek Štěpánek Lukáš Rosol Jan Hájek                                          | 2–3 (detaily) |
| Vítěz     | 1. | 12. ledna 2020 ATP Cup Sydney, Austrálie          | tvrdý     | Novak Djoković Nikola Milojević Viktor Troicki Nikola Ćaćić | Rafael Nadal Roberto Bautista Agut Pablo Carreño Busta Albert Ramos-Viñolas Feliciano López | 2–1           |